# Arti marziali europee
Elenco di arti marziali originate in Europa.

## Tecniche a mani nude

### Tecniche antiche
- Abrazar o abraçar
- Pankration o pancratium
- Orthepale o luctatio
- Pygmachia o pugilatus caestis
- Sa strumpa o lotta sarda
- Gure o lotta bretone
- Glíma o lotta islandese
- Byxhast-Balgtag o lotta svedese
- Baltkast o lotta finlandese
- Schwingen o osenlupf o lotta svizzera
- Ranggeln o lotta tirolese
- Kampfringen, originaria del Sacro Romano Impero

### Tecniche moderne
- Pugilato
- Sambo o lotta sovietica
- Savate o boxe francese, e la sua versione "da strada" detta Boxe de rue (2002)
- Lotta greco-romana
- Lotta libera
- Wilding o autodifesa istintiva
- Nindokai, sistema di autodifesa tedesco (1990)
- Musado, sistema militare tedesco (ha anche tecniche con le armi)

## Tecniche con le armi

### Tecniche antiche
- Gladiatura
- Scherma tradizionale o scrima, scrimia

### Tecniche moderne
- Scherma sportiva o scherma olimpica